# 松田有利子
松田 有利子（まつだ ゆりこ、生年未詳）は、日本の作詞家。著述家。詩人。自然医食研究家。
1979年頃より、”松田侑利子”名義で女性歌手への提供を中心とした多くの作詞を手掛ける。その後雑誌編集、コピーライター、エッセイスト、広告・企業プランナー、ヒーラー等を経て著述家となり、心と体の健康に関する著作を多数発表している。

## 人物・来歴
幼い頃から虚弱体質で何度も病に冒され、臨死体験に近い異常な経験は7回にも及ぶ。一時は車椅子にも座れないほど体調が悪化し、西洋医学ではその原因を解明出来ない程だったが、ある日自然医食に出会い、食習慣を見直すことで奇跡的に回復する。これを機に自然医食研究家としての活動を開始。天然化粧品の発売にも携わるなど、体の外からのケアにも取り組んでいる。”心・霊・体” 三位一体の清浄化を目指し、自身の名前を捩った『遊理庵塾』を主宰、「遊理庵塾だより」を発刊する。心と体の癒しを求める人々に対してカウンセリングを行い、生き方全般についての指導や相談にあたる。『遊理庵塾』を15年継続した後、自身が体験したことを世に拡げるため、2009年より「IMAプロジェクト」と称した活動の一環として「感謝メール」の送付を開始する。
趣味は洗濯、園芸、神社参拝など。神奈川県の湘南在住。

## 主な作詞
麻生よう子
「すっかりオンナ色」 - アルバム『Lady Insists』収録（1980年）
柏原よしえ
「ガラスの夏」「フィフティーン・ラブ」 - シングル「ガラスの夏」A/B面曲（1981年）
「未来飛行」「P.S.S.=心の追伸」 - アルバム『Lovely Songs』収録（1981年）
「恋はサーフィン」 - アルバム『サマー・センセイション』収録（1982年）
川上麻衣子
「おすましな妖精」「あまのじゃく天使」 - アルバム『夢見て・・・』収録（1982年）
渋谷祐子
「メフィストのように」 - アルバム『POP LADY Ⅱ』収録（1979年）
「5AMはバイオレット・ピンクで」 - アルバム 『MADE IN JAPAN』収録（1980年）
高田みづえ
「恋はプリズム」「回転木馬」 - アルバム『プリズム』収録（1982年）
多岐川裕美
「道化師の綱渡り」「25時のワルツ」 - アルバム『小夜Ⅱ』収録（1981年）
寺島まゆみ
「ヒート・ビート・ナイト」 - アルバム『ま・ゆ・み』収録（1982年）
「きわどくロック」 - アルバム『今夜だけ恋人』収録（1982年）
中島はるみ
「つややかなミッドヌーン」 - シングル「シャンプー」B面曲（1981年）
「恋のアンテナ・右廻り」 - アルバム『LOOK AT ME...』収録 ※中島との共作（1981年）
早川英梨
「メタモル シティ」 - アルバム『CITY』収録（1981年）
宮本典子
「ターキッシュ・コーヒー」 - シングル「マイルド・コネクション」B面曲（1981年）
SKY
「彼女のSomeday」 - アルバム『JUST ARRIVED』収録（1981年）
SHAH
「aiは GIRI GIRI」 - シングル「渚の伝説」B面曲（1982年）

## 著書
- 『体によく効く100の自然療法[4]』（廣済堂出版・1997年）※台湾・中国でも翻訳され、国内では点字図書としても刊行された。
- 『ガンに打ち克つ自然食パワー／ガン、慢性病がよくなる自然食と自然療法[5]』（廣済堂出版・1998年）
- 『あなたの病は自然食で直る／食の乱れと現代病 低血糖症の恐怖[6]』（廣済堂出版・1999年）
- 『大いなる奇跡[7]』（中央アート出版社・1999年）※離脱体験、摩訶不思議な日々の事実を綴ったもの
- 『自然食バイブル[8]』（KKベストセラーズ・2002年）
- 『病気にならない体質がある[9]』（ゴマブックス・2007年）
- 『ガン保険に入らない生き方がある[10]』（ゴマブックス・2007年）
- 『神と出会い、愛されるために[11]』（徳間書店・2009年）
- 『なぜか幸運な人たちが、普通にやっている小さなこと[12]』（学研パブリッシング・2010年）
- 『みるみる幸運を引き寄せる、今日からできる小さなこと[13]』（学研パブリッシング・2011年）
- 『幸運に好かれる人が、密かにやっている小さなこと[14]』（学研パブリッシング・2011年）
- 『今日一日だけは幸せでいよう　これであなたの心の重荷がスッと下りる[15]』（学研パブリッシング・2013年）

### 監修
- 『がんこな便秘も必ず治せる[16]』（リヨン社・2002年）

## 連載
- ビオ・マガジン[17]発行の月刊誌「アネモネ」(2003年1月〜10月号)にて、自然食レシピを紹介する「いのちの食卓」「自然療法」「松田有利子のライフ・ヒーリング」など、こころと体の癒しについての執筆を行う。